# Marco Misciagna
Marco Misciagna, né le 5 février 1984 à Bari (Italie), est un violoniste et altiste italien.

## Biographie

### Éducation musicale
Marco Misciagna est né à Bari, en Italie. Il est diplômé à l'âge de 15 ans en violon et alto au Conservatoire Niccolò Piccinni de Bari et a ensuite obtenu le diplôme de l'Académie nationale de Santa Cecilia à Rome. Choisi comme le meilleur élève des conservatoires de son pays Il a été invité par l'ancien président de la République italienne Carlo Azeglio Ciampi au palais du Quirinal à Rome. Il a étudié avec Corrado Romano et avec Đorđe Trkulja (ancien premier violon du Quatuor de Zagreb). Il a ensuite étudié avec Salvatore Accardo à l'Accademia Stauffer de Crémone, avec Boris Belkin et avec Jury Bashmet à l'Accademia Chigiana de Sienne, où il a reçu deux diplômes d'honneur ainsi que le prix Monte dei Paschi di Siena pour deux éditions de suite, comme le meilleur violoniste et altiste (première fois dans l'histoire de l’académie).

### Carrière
En 1999, il obtient le premier prix des jeunes talents musicaux « M. Benvenuti » de Vittorio Veneto.
Pendant des années, il a été soliste de l'orchestre à cordes espagnol de Màlaga et a été l'invité des grandes salles et institutions internationales, dont la Berliner Philharmonie, Essen Philharmonie, Hamburg Laieszahalle, Mannheim Rosengarten, la Meistersingerhalle Nuremberg, le Prinzeregententheater de Monaco, le théâtre Arriaga de Bilbao, le Musikverein de Vienne, le théâtre Victoria Eugenia de Saint-Sébastien, le Komitas Chamber Music Hall, l'Opéra de Kiev, Dar Sebastian en Tunisie, l'Auditorium Sala Sinopoli Parco della Musica à Rome, Balboa Theatre à San Diego en Californie, Fox Tucson Theatre, St. Francis Auditorium de Santa Fe au Nouveau-Mexique, CW Eisemann Center, Rudder Theatre, Empire Theatre au Texas, American Theatre à Hampton en Virginie, Lehman Center et Carnegie Hall à New York.
Il a collaboré avec Uto Ughi, Alexandre Roudine, Sergueï Stadler, Alexander Markov, Mariana Sirbu, Gianluigi Gelmetti, Ramin Bahrami, Antony Pay, Francesco Petracchi, José Serebrier et Vladimir Zubitsky.
Il est soliste principal honoraire de l'orchestre de chambre d'état d'Arkhangelsk, de la Camerata Esteban Salas et de l'orchestre symphonique de Oriente (Cuba).
En 2018, il a reçu la médaille d'or du vice-premier ministre ukrainien pour la commémoration du 150e anniversaire de l'opéra de Kiev.
Il est officier du corps militaire des volontaires de la Croix-Rouge italienne, auxiliaire des forces armées, par décret du président de la République.

### Enseignement et fonctions académiques
Marco Misciagna est professeur d’alto au Conservatoire de musique « Nino Rota » de Monopoli et professeur associé de violon et d’alto au sein du département de musique et arts du spectacle de l’Université Bilkent à Ankara,.
Il est professeur honoraire du conservatoire d'état S.Rachmaninov de Tambov, de l'Académie des Arts d'Extrême-Orient de Vladivostok (Russie), de l'Institut Supérieur de Musique de Sousse (Université de Sousse, Tunisie), de le conservatoire Estaban Salas de Santiago de Cuba, de la « Pettman National Junior Academy of Music » (Auckland, Nouvelle-Zélande), de le Conservatoire Komitas d'Erevan (Arménie).

### Projets d’enregistrements spéciaux et initiatives culturelles
Il a réalisé un cd produit par Dynamic et parrainé par le Lions Club, dont les bénéfices ont été reversés à une association caritative pour la construction d'un centre multifonctionnel destiné aux enfants. De plus, il a enregistré pour DAD-Records, en première mondiale, le Quintette op. 128 et la Rhapsodie op.88 de Raffaele Gervasio,contribuant à la redécouverte du répertoire italien méconnu.
Son album CD dédié aux 41 Caprices pour alto op.22 de Bartolomeo Campagnoli, arrangé pour alto et piano par Carl Albert Tottmann et produit par Brilliant Classics, a reçu deux Médailles d'Or aux Global Music Awards en Californie.
Il a participé à l’émission radiophonique Vite in Musica (13 épisodes), diffusée sur RaiPlay Sound, consacrée au compositeur italien Marco Anzoletti. L’émission, centrée sur la vie et l’œuvre d’Anzoletti, présentait les performances et les interprétations de la musique du compositeur par Misciagna. La participation de Misciagna à l’émission a contribué à attirer une attention renouvelée sur les œuvres d’Anzoletti, offrant aux auditeurs un aperçu des contributions du compositeur à la musique italienne. Misciagna a également été le premier et unique interprète du Concerto pour violon/alto (1 soliste) et orchestre de Marco Anzoletti, une œuvre rare dans laquelle le soliste alterne entre le violon et l’alto, mettant en valeur les deux instruments au cours d’une même prestation. Son interprétation a largement contribué à ranimer l’intérêt pour le répertoire d’Anzoletti.

## Discographie

### Albums
- Note di Solidarietà per Casalnuovo Monterotaro: Œuvres de Henryk Wieniawski, Heinrich Wilhelm Ernst et Niccolò Paganini. Dynamic (CDT5065). Marco Misciagna (violon). Sortie en 2003[25].

- Christmas In Classic - Arrangements classiques de Noël pour violon/alto et guitare: Joy To The World, Silent Night, We Wish You A Merry Christmas, Jingle Bells. Marco Misciagna (violon), Vito Vilardi (guitare). Terramiamusic. Sortie en 2010[26].

- Carulli, Giuliani, Paganini - Fantasia con variazioni sulle arie de La Gazza Ladra de Ferdinando Carulli; Grand Duo Concertant Op. 85 de Mauro Giuliani; Sonates Nos. 1, 2 & 6 Op. 2 de Niccolò Paganini. Marco Misciagna (violon), Vito Vilardi (guitare). Digressione Music (DCTT113). Sortie en 2018[27].

- The Curve Of A Day: L'ultima strada di Janusz Korczak (violon) – Canto Per Groznyj (alto). Marco Misciagna (violon, alto). Idyllium. Sortie en 2016[28].

- Sette – Marco Misciagna (violon). Digressione Music (DIGR77). Sortie en 2017;[29]

- Œuvres de chambre et pièces pour piano solo, vol. 3 – Marco Misciagna (alto). IMD. Sortie en 2020[30].

- Beautiful Melodies pour alto et piano: œuvres de Johann Sebastian Bach, Johann Georg Benda, Joseph Haydn, Camille Saint-Saëns, Claude Debussy. Marco Misciagna (alto). IMD100. Sortie en 2021[31].

- The Greatest Movie Soundtracks pour alto et piano: Gabriel's Oboe, Over The Rainbow, Summertime, Le Dernier Tango à Paris, Merry Christmas Mr. Lawrence. Marco Misciagna (alto). IMD200. Sortie en 2022[32].

- Maurice Vieux – Musique complète pour alto seul (Enregistrement mondial en première): comprend 20 Études (1927), 10 Études sur des traits d'orchestre (1928), 10 Études sur les intervalles (1931), 10 Études nouvelles (1956). Marco Misciagna (alto). Digressione Music (DCTT129). Sortie en 2022[33].

- Bartolomeo Campagnoli: 41 Caprices pour alto, Op. 22, arrangés pour alto et piano par Carl Albert Tottmann. Marco Misciagna (alto). Brilliant Classics (96551). Sortie en 2022[34].

- Federigo Fiorillo: 36 Caprices Op.3 pour violon, transcrits pour alto par Marco Misciagna. Marco Misciagna (alto). Brilliant Classics (97018). Sortie en 2023[35].

- Albrecht Blumenstengel: 24 Études Op.33 pour violon, transcrites pour alto par Marco Misciagna. Marco Misciagna (alto). MM. Sortie en 2023[36].

- Richard Hofmann : 15 Études Op.87 pour alto, Marco Misciagna (alto). MM. Sortie en 2024[37].

- Francesco Paolo Supriani: 12 Toccatas pour violoncelle, transcrites pour alto par Marco Misciagna. Marco Misciagna (alto). MM. Sortie en 2024[38].

- Émile Poilleux: 20 Études chantantes et caractéristiques pour violon, transcrites pour alto par Marco Misciagna. Marco Misciagna (alto). MM. Sortie en 2024[39].

- Antonio Bartolomeo Bruni: 25 Études pour alto (World Premiere Recording). Marco Misciagna (alto). MM. Sortie en 2024[40].

- Franz Anton Hoffmeister: 12 Études pour alto. Marco Misciagna (alto). MM. Sortie en 2025[41].

- Agustín Barrios Mangoré: Compositions arrangées pour alto solo par Marco Misciagna – Julia Florida, Las Abejas, Canción de Cuna, Leyenda de España, La Catedral (I. Preludio Saudade, II. Andante Religioso, III. Allegro Solemne), Una Limosna por el Amor de Dios, Preludio, Capricho Español, Gavota al Estilo Antiguo, Villancico de Navidad. Marco Misciagna (alto). MM. Sortie en 2025[42].

- Georg Abraham Schneider: 6 Solos pour alto, Op. 19 et Variations, Op. 44 (arrangés pour alto par Marco Misciagna). Marco Misciagna (alto). MM. Sortie en 2025[43].

### EP et Singles
- Bohemian Rhapsody, Arranged for Viola Solo by Marco Misciagna (Live). Marco Misciagna (alto). MM, 2024[44].

- Tico-Tico no Fubá, Arranged for Viola Solo by Marco Misciagna (Live). Marco Misciagna (alto). MM, 2024[45].

- Samba for Viola Solo (Live), music by Marco Misciagna. Marco Misciagna (alto). MM, 2024[46].

- Heinrich Ignaz Franz Biber: Passacaille pour alto solo, arrangé par Marco Misciagna (Live). Marco Misciagna (alto). MM, 2024[47].

- Johann Sebastian Bach: Sonata No.1, BWV 1001, transcrit pour alto par Marco Misciagna (Live)Marco Misciagna (alto). MM, 2024[48].

- Johann Sebastian Bach: Toccata et Fugue BWV 565, arrangé pour alto par Marco Misciagna (Live)Marco Misciagna (alto). MM, 2024[49].

- Marco Anzoletti: Quatre études pour alto seul - Études n° 2 et 5 (1919) / Études n° 2 et 11 op. 125 (1929). Marco Misciagna (alto). MM, 2024[50].

- Jiří Herold: Études pour alto (Word Premiere Recording). Marco Misciagna (alto). MM, 2025[51].

## Compositions originales et arrangements
Compositions originales:
- Deux caprices Flamenco pour alto solo - el vito / Malagueña (également une version pour violon solo)[52]

- Introduction et variations sur le thème Mer Hayrenik (hymne national arménien) pour alto solo[53]

- Morricone film suite pour alto solo (suite en 8 mouvements, hommage à Ennio Morricone)[54]

- Viola blues pour alto solo[55]

- 6 jazz viola preludes pour alto solo (1-ragtime, 2-cafè concerto, 3-ragtime boogie, 4-ballade, 5-J.S.Bach joke, 6-jazz viola prelude)[55]

- Jérusalem fantasy pour alto solo (hommage à A.Vinitsky)[56]

- Samba pour alto solo[57]

- Star Wars suite pour alto solo (hommage à John Williams)[54]

- Jazz caprices pour alto solo[54]

- 3 pièces, hommage à Charlie Byrd pour alto solo (1-swing'59, 2-blues pour Felix, 3-spanish viola blues)[54]

- Fantaisie sur la chanson folklorique irlandaise « La dernière rose de l'été »: pour violon et piano / Romolo Pio Misciagna; (révision et cadence de violon par Marco Misciagna)[58]

Arrangements:
- Isaac Albéniz: Asturias pour alto solo (extrait de: suite española n° 1, pour piano, op. 47) / Rumores de la caleta pour alto solo (extrait de: recuerdos de viaje, pour piano, op. 71)[59]
- Francisco Tárrega: Tango, Recuerdos de la Alhambra, Capricho árabe pour alto (original pour guitare)[59]
- Fernando Sor: Andante - Duo pour Un alto (extrait de: 24 leçons progressives, pour guitare, op. 31)[59]
- Manuel De Falla:  Dance du Meunier aus el sombrero de tres picos pour alto[60]
- Julio Salvador Sagreras: El colibrí - Imitación al vuelo del picaflor pour alto[60]
- Jacques Bittner: Suite pour alto[61]
- Carl Philipp Emmanuel Bach: Pedal Excercition, pour alto[62]
- Carl Philipp Emmanuel Bach: Sonate en la mineur, pour alto[63]
- Agustín Barrios Mangoré: La Catedral / Julia Florida pour alto (original pour guitare)[64]; pour violoncelle (original pour guitare)[65]
- Agustín Barrios Mangoré: Compositions arrangées pour alto solo (Las Abejas, Canción de Cuna, Leyenda de España, Una Limosna por el Amor de Dios, Preludio, Capricho Español, Gavota al Estilo Antiguo, Villancico de Navidad)[66]
- Georg Abraham Schneider: Variations, Op. 44 (œuvre originale pour flûte), pour alto solo[67]

## Prix
- 2017 - Prix "Arte, Sport e territorio" - excellence des pouilles.
- 2019 - Prix international « Fontane di Roma » (37e édition)[68]
- 2019 - Prix Elmo « Histoires de culture ordinaire »[69]
- 2019 - Prix international - Médaille d'Or « Maison des Artistes » (Université La Sapienza de Rome )[70];
- 2019 - Prix international Constantinus Magnus (constantinian nemagnic order of St.Stephen)[71];
- 2019 - Prix « Vigna d'Argento » (Palazzo Montecitorio, Chambre des Députés, Rome)[72];
- 2019 - Prix international « Duchesse Lucrezia Borgia »[73]
- 2019 - Prix international de la ville de Naples pour l'art, la culture et la mode, 9e édition  Oscar Académique[74]
- 2019 - « Prix Cicéron » (Fondation « Marco Tullio Cicerone »)[75]
- 2019 - Prix Vincenzo Crocitti (« Vince International », Rome) [76]
- 2019 - Prix Histonium d'Or[77]
- 2019 - Prix Mona Lisa 2019[78]
- 2020 - Prix Ubaldo Lay[78]
- 2020 - Prix « Chimère d'Argent » 2020 [79]
- 2021 - Prix national « Aigle d'Argent »[80]
- 2024 - Médaille d'Or dans le secteur artistique de la Norman Academy[81]
- 2024 - Médaille d'Or (Best Classical) pour l'album CD "Campagnoli: 41 Caprices pour alto Op.22, arrangé pour alto et piano par Carl Albert Tottman", Global Music Awards (La Jolla, California)[22]
- 2024 - Médaille d'Or (Best Duo) pour l'album CD "Campagnoli: 41 Caprices pour alto Op.22, arrangé pour alto et piano par Carl Albert Tottman", Global Music Awards (La Jolla, California)[22]

## Distinctions
- Médaille du mérite du jubilé d'argent de l'Ordre Sacré Militaire Constantinien de Saint-Georges décernée le 16/04/2016[82] ;
- Médaille d'argent du mérite pour le 300e anniversaire de la Bolla Militantis Ecclesiae promulguée par le Pape Clément XI de l'Ordre Sacré Militaire Constantinien de Saint-Georges décernée le 27/05/2018[83] ;
- Médaille d'or - commémoration du 150e anniversaire de l'Opéra national d'Ukraine (mai 2018)[84]
- Citoyenneté d'honneur de la ville d'Ayvalık - Turquie (février 2018)[85]
- Médaille de la coopération en Ukraine. N° 988 - 2 novembre 2020[86]
- Médaille de l'Ordre de Saint-Georges Ukraine. N°1725 – 2 novembre 2020[87]
- Honorable Visiteur de la ville de Santiago de Cuba